# Saverio Guerra
Saverio Guerra (* 25. August 1964 in Brooklyn) ist ein US-amerikanischer Schauspieler.

## Filmografie (Auswahl)
- 1993: Ein Concierge zum Verlieben
- 1995: Bad Boys – Harte Jungs
- 1996: Sleepers
- 1998–2003: Becker als Bob
- 1999: Summer of Sam als Woodstock
- 1999: Der Diamanten-Cop als Benny
- 2004: Monk Mr. Monk wird gefeuert als Commissioner Brooks
- 2007: Glück im Spiel als Lester
- 2009–2024: Lass es, Larry! als Mocha Joe
- 2012: Weeds – Kleine Deals unter Nachbarn als Jeff
- 2015: Show Me a Hero als Neil DeLuca
- 2017: The Detour als Paddy Greenberg
- 2020: The Last O.G. als Mr. Kelly
- 2021: Die Goldbergs als Oscar
- 2021: Law & Order: Special Victims Unit als Paulie Banducci